# Charles Grodin
Charles Grodin (Pittsburgh, Pensilvania, 21 de abril de 1935-Wilton, Connecticut, 18 de mayo de 2021) fue un actor, comediante y escritor estadounidense.

## Biografía
Grodin nació en Pittsburgh. Sus padres eran judíos ortodoxos.
Su madre Lena asistía en la tienda de la familia y trabajaba como voluntaria para los veteranos discapacitados y su padre, Theodore Grodin, vendía suministros al por mayor. Su abuelo materno había sido un ruso judío inmigrante que provenía de una larga línea de rabinos y se mudó a Pittsburgh a finales del siglo XIX. Grodin tenía un hermano mayor llamado Jack.

### Carrera
Grodin fue estudiante de Lee Strasberg y Uta Hagen. Su debut cinematográfico se produjo en la película (sin créditos) 20,000 Leagues Under the Sea, en 1954. Comenzó a aparecer en varias series durante los años sesenta, como en El virginiano, e interpretó a un obstetra en la célebre película de terror de 1968 Rosemary's Baby (La semilla del diablo), dirigida por Roman Polanski. En 1965, comenzó a trabajar como asistente del director Gene Saks.

Después de un papel secundario en la película cómica Catch-22 del año 1970, Grodin ganó reconocimiento como actor de comedia cuando interpretó al protagonista en la película The Heartbreak Kid. Posteriormente apareció en varias películas notables de esa década, como 11 Harrowhouse, King Kong y la exitosa comedia Heaven Can Wait (El cielo puede esperar). Durante este período también apareció con frecuencia en los teatros de Broadway y participó en la producción de obras de teatro como Same Time, Next Year, junto a Ellen Burstyn.
En 1977, Grodin produjo un episodio de Saturday Night Live (por el canal NBC). En 1981 apareció en The Great Muppet interpretando a Nicky, un ladrón de joyas que se enamora de la señorita Piggy. Otras actuaciones incluyeron Como en los viejos tiempos, de Neil Simon (junto a Chevy Chase y Goldie Hawn), la comedia Ishtar (de 1987, con Warren Beatty y Dustin Hoffman) y la comedia Midnight Run (1988).
La carrera de Grodin dio un giro en 1992, cuando representó a un padre de familia en la película Beethoven, junto a Bonnie Hunt. La película fue un inesperado éxito de taquilla y Grodin repitió el papel en la secuela de 1993. Ese mismo año apareció en la comedia romántica Hearts and Souls interpretando a Harrison, un cantante de ópera frustrado a causa de su baja autoestima. Su papel siguiente fue en Cosas de familia (también conocida como My Summer Story, de 1994), que fue una secuela de la película Un cuento de Navidad. Tras un paréntesis de trece años, reapareció en el año 2007 en la comedia The Ex, dirigida por Zach Braff.
Entre 1995 y 1998 organizó su propio talk show, The Charles Grodin (por el canal CNBC). A partir del año 2000 se convirtió en un comentarista político del programa televisivo 60 Minutos II.
Durante una buena parte de la década del 2000, Grodin renunció al mundo del espectáculo para dedicarse a ser padre a tiempo completo.
En 2006, Grodin recibió el premio William Kunstler por la justicia racial.
En el programa Late Show with David Letterman, Grodin tiene una aparición semirregular en la que generalmente adopta una falsa actitud antagónica.

### Vida privada
Grodin tuvo una hija, Marion, de su primer matrimonio con Julia Ferguson. Grodin y Ferguson más tarde se divorciaron. En 1985 se casó con Elisa Durwood, con quien tuvo otro hijo, Nicky (nacido en 1988).
Murió el 18 de mayo de 2021 a los 86 años a causa de un mieloma múltiple.